# Super Bowl XXXI
Super Bowl XXXI was de 31e editie van de Super Bowl, een Americanfootballwedstrijd tussen de kampioenen van de National Football Conference en de American Football Conference waarin bepaald werd wie de kampioen werd van de National Football League voor het seizoen van 1996. De wedstrijd werd gespeeld op 26 januari 1997 in de Louisiana Superdome in New Orleans, Louisiana. De Green Bay Packers wonnen de wedstrijd met 35–21 van de New England Patriots.

## Play-offs
Play-offs gespeeld na het reguliere seizoen.
| Geplaatste teams | Geplaatste teams                       | Geplaatste teams                     |
| Plaats           | AFC                                    | NFC                                  |
| ---------------- | -------------------------------------- | ------------------------------------ |
| 1                | Denver Broncos (West-winnaar)          | Green Bay Packers (Centraal-winnaar) |
| 2                | New England Patriots (Oost-winnaar)    | Carolina Panthers (West-winnaar)     |
| 3                | Pittsburgh Steelers (Centraal-winnaar) | Dallas Cowboys (Oost-winnaar)        |
| 4                | Buffalo Bills                          | San Francisco 49ers                  |
| 5                | Jacksonville Jaguars                   | Philadelphia Eagles                  |
| 6                | Indianapolis Colts                     | Minnesota Vikings                    |

|  | Wildcard Play-offs            | Wildcard Play-offs            |                           |                          | Divisional Play-offs  | Divisional Play-offs  |                              |                              | NFC & AFC Championships | NFC & AFC Championships |  |  | Super Bowl XXXI | Super Bowl XXXI |
|  |                               |                               |                           |                          |                       |                       |                              |                              |                         |                         |  |  |                 |                 |
|  | 3Com Park, 29 dec.            | 3Com Park, 29 dec.            |                           |                          | Lambeau Field, 4 jan. | Lambeau Field, 4 jan. |                              |                              |                         |                         |  |  |                 |                 |
|  | 3Com Park, 29 dec.            | 3Com Park, 29 dec.            | Lambeau Field, 12 jan.    |                          | Lambeau Field, 4 jan. | Lambeau Field, 4 jan. |                              |                              |                         |                         |  |  |                 |                 |
|  | 3Com Park, 29 dec.            | 3Com Park, 29 dec.            | Green Bay Packers         | 35                       |                       |                       |                              |                              |                         |                         |  |  |                 |                 |
|  | San Francisco 49ers           | 14                            | Green Bay Packers         | 35                       |                       |                       |                              |                              |                         |                         |  |  |                 |                 |
|  | San Francisco 49ers           | 14                            |                           | San Francisco 49ers      | 14                    |                       |                              |                              |                         |                         |  |  |                 |                 |
|  | Philadelphia Eagles           | 0                             |                           | San Francisco 49ers      | 14                    | Green Bay Packers     | 30                           |                              |                         |                         |  |  |                 |                 |
|  | Philadelphia Eagles           | 0                             | Ericsson Stadium, 5 jan.  |                          |                       | Green Bay Packers     | 30                           |                              |                         |                         |  |  |                 |                 |
|  | Texas Stadium, 28 dec.        | Texas Stadium, 28 dec.        |                           | Carolina Panthers        | 13                    |                       | Louisiana Superdome, 26 jan. | Louisiana Superdome, 26 jan. |                         |                         |  |  |                 |                 |
|  | Texas Stadium, 28 dec.        | Texas Stadium, 28 dec.        | Carolina Panthers         | Carolina Panthers        | 13                    | 26                    | Louisiana Superdome, 26 jan. | Louisiana Superdome, 26 jan. |                         |                         |  |  |                 |                 |
|  | Dallas Cowboys                | 40                            | Carolina Panthers         |                          |                       | 26                    | Louisiana Superdome, 26 jan. | Louisiana Superdome, 26 jan. |                         |                         |  |  |                 |                 |
|  | Dallas Cowboys                | 40                            |                           | Dallas Cowboys           | 17                    |                       | Louisiana Superdome, 26 jan. | Louisiana Superdome, 26 jan. |                         |                         |  |  |                 |                 |
|  | Minnesota Vikings             | 15                            |                           | Dallas Cowboys           | 17                    | Green Bay Packers     | 35                           |                              |                         |                         |  |  |                 |                 |
|  | Minnesota Vikings             | 15                            | Foxboro Stadium, 5 jan.   |                          |                       | Green Bay Packers     | 35                           |                              |                         |                         |  |  |                 |                 |
|  | Three Rivers Stadium, 29 dec. | Three Rivers Stadium, 29 dec. | Foxboro Stadium, 12 jan.  | Foxboro Stadium, 12 jan. |                       | New England Patriots  | 21                           |                              |                         |                         |  |  |                 |                 |
|  | Three Rivers Stadium, 29 dec. | Three Rivers Stadium, 29 dec. | Foxboro Stadium, 12 jan.  | Foxboro Stadium, 12 jan. | New England Patriots  | New England Patriots  | 21                           | 28                           |                         |                         |  |  |                 |                 |
|  | Pittsburgh Steelers           | 42                            | Foxboro Stadium, 12 jan.  | Foxboro Stadium, 12 jan. | New England Patriots  |                       |                              | 28                           |                         |                         |  |  |                 |                 |
|  | Pittsburgh Steelers           | 42                            | Foxboro Stadium, 12 jan.  | Foxboro Stadium, 12 jan. |                       | Pittsburgh Steelers   | 3                            |                              |                         |                         |  |  |                 |                 |
|  | Indianapolis Colts            | 14                            |                           | New England Patriots     | 20                    | Pittsburgh Steelers   | 3                            |                              |                         |                         |  |  |                 |                 |
|  | Indianapolis Colts            | 14                            | Mile High Stadium, 4 jan. | New England Patriots     | 20                    |                       |                              |                              |                         |                         |  |  |                 |                 |
|  | Rich Stadium, 28 dec.         | Rich Stadium, 28 dec.         |                           | Jacksonville Jaguars     | 6                     |                       |                              |                              |                         |                         |  |  |                 |                 |
|  | Rich Stadium, 28 dec.         | Rich Stadium, 28 dec.         | Denver Broncos            | Jacksonville Jaguars     | 6                     | 27                    |                              |                              |                         |                         |  |  |                 |                 |
|  | Buffalo Bills                 | 27                            | Denver Broncos            |                          |                       | 27                    |                              |                              |                         |                         |  |  |                 |                 |
|  | Buffalo Bills                 | 27                            |                           | Jacksonville Jaguars     | 30                    |                       |                              |                              |                         |                         |  |  |                 |                 |
|  | Jacksonville Jaguars          | 30                            |                           | Jacksonville Jaguars     | 30                    |                       |                              |                              |                         |                         |  |  |                 |                 |
|  | Jacksonville Jaguars          | 30                            |                           |                          |                       |                       |                              |                              |                         |                         |  |  |                 |                 |